# Kai khusrau Mukhrani-batoni
Kai khusrau (Khuzdru) fou el quart príncep de Mukhrani (Mukhrani-batoni). Va néixer el 1582 i era el segon fill de Vakhtang I Mukhrani-batoni. Va succeir a son germà gran Bagrat II Mukhrani-batoni quan va morir el 1624.
Regent de Geòrgia del 1624 al 1625.
Casat amb Tinatina (+1627), filla de Mamia II Gurieli, mthavari de Gúria.
Va morir a Turquia el 1629 i el va succeir David I Mukhrani-batoni